# Finch Restorations

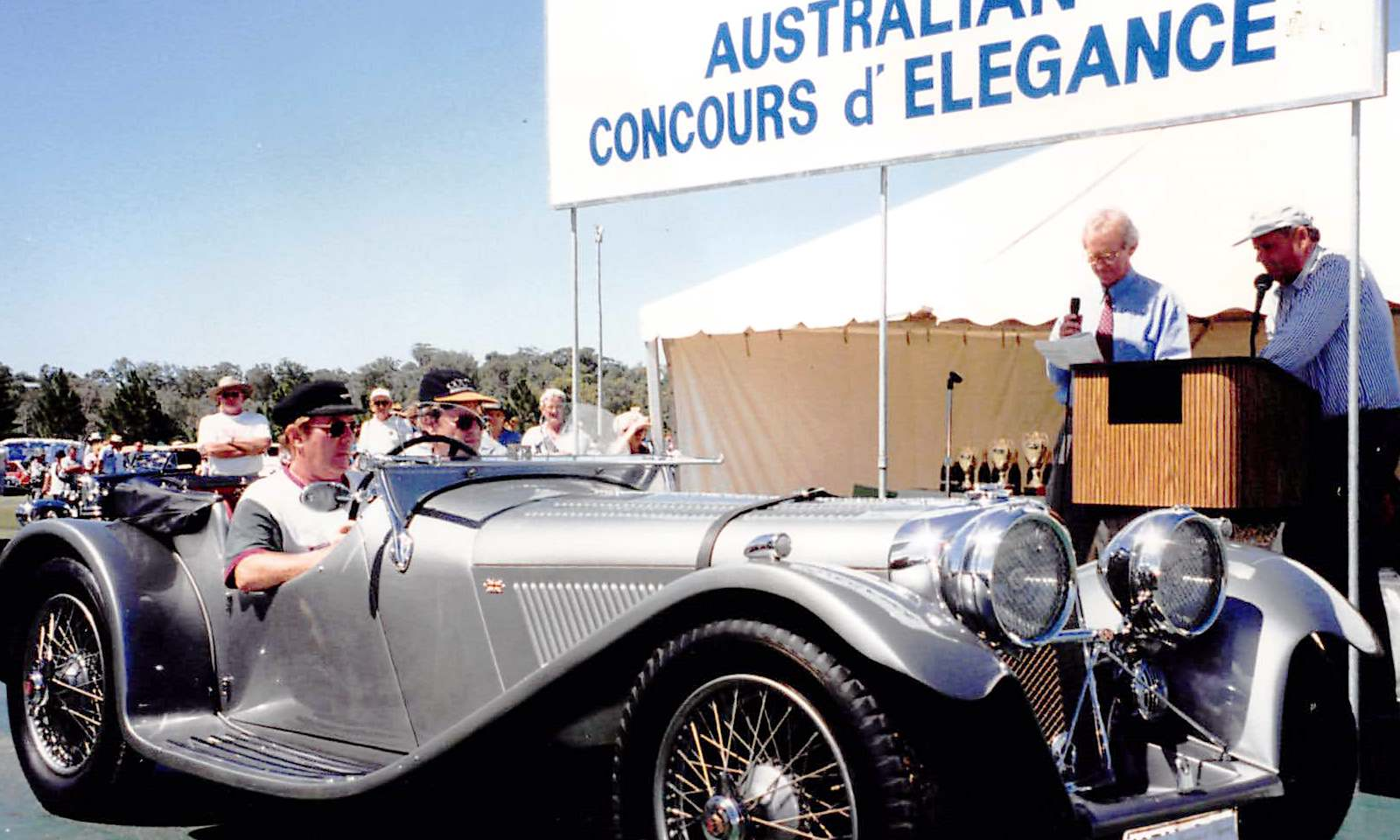
Finch SS 100

Finch Restorations ist ein australisches Unternehmen im Bereich Automobile sowie Automobilhersteller.

## Unternehmensgeschichte
Ray Finch (geboren 1941) gründete 1964 das Unternehmen in Mount Gambier als Reparaturwerkstatt. Später kam die Restaurierung alter Fahrzeuge dazu. 1985 zog er nach Adelaide Hills. Dort traf er Wayne Hocking, der danach ebenfalls im Unternehmen tätig war. Ende der 1980er Jahre zog das Unternehmen nach Mount Barker. Die Produktion von Automobilen läuft seit 1990. Der Markenname lautet Finch, möglicherweise auch Finch & Hocking.

## Fahrzeuge
Als erstes Modell erschien die Nachbildung des Jaguar S.S.100. Das Fahrgestell vom Jaguar Mark V bildete zumindest zu Beginn die Basis. Auch der Sechszylindermotor mit 3500 cm³ Hubraum und 125 PS und das Getriebe stammten von diesem Modell. Die offene Karosserie besteht aus Aluminium. Eine Bauzeit von 12 Monaten und ein Neupreis von umgerechnet 150.000 DM sind überliefert.
Seit 1998 gibt es auch Nachbildungen der Rennsportwagen Jaguar C-Type und Jaguar D-Type. Jaguar-Sechszylindermotor mit 3800 cm³ Hubraum treiben diese Fahrzeuge an.